# Inside My Head
Inside My Head je třetí extended play album britské dubstepové skupiny Modestep. Vydáno bylo 24. dubna 2013. Je zdarma ke stažení na facebookové stránce skupiny.

## Seznam skladeb
| Pořadí         | Název                                                                   | Délka |
| -------------- | ----------------------------------------------------------------------- | ----- |
| 1.             | Stuck In My Head (Inside My Head ft. Ghetts) (Modestep & Teddy Killerz) | 3:53  |
| 2.             | Prevolution                                                             | 2:26  |
| 3.             | All This Time (Modestep Remix) (Ryan Keen)                              | 4:26  |
| Celková délka: | Celková délka:                                                          | 10:45 |